# Bioenergi
Bioenergi er energi, som bliver dannet ved forbrænding af biologisk dannet organisk materiale. Forbrændingen kan være egentlig forbrænding ved ild eller ved katalyseret forbrænding i f.eks. brændselsceller.

## Links
- Fuel for Life: Forskning i bioenergi på Københavns Universitet Arkiveret 15. juli 2007 hos  Wayback Machine
- Bioenergi på Biocentrum-DTU
- Bioenergi på Miljø og Ressourcer, DTU Arkiveret 14. august 2007 hos  Wayback Machine
- Risø DTU: Bioenergi Arkiveret 4. juli 2009 hos  Wayback Machine
- 13.03.2004, ing.dk: Der er elektrisk energi i afløbets slam Citat: "...Cellen producerer strøm, og vandets slam bliver endda nedbrudt under processen!....Effekten er op til 150 mW/m2 anodeoverfladeareal, men kan sikkert gøres større ved optimering af vandhastigheder og elektrodegeometri. Logan regner med at kunne nå op på ca. 1.000 mW/m2, fortæller han til Nature..." Bemærk: anodeoverfladearealet kan laves fraktallignende, så brændselscellen rumfangsmæssig ikke er særlig stor.